# جواز سفر إيطالي
يتم إصدار جوازات السفر الإيطالية إلى المواطنين الإيطاليين لغرض السفر الدولي. جوازات السفر الالكترونية متاحة منذ 26 أكتوبر 2006، وهي صالحة لمدة 10 أو 5 أو 3 سنوات (اعتمادا على عمر مقدم الطلب). كل مواطن إيطالي يعتبر أيضا مواطن في الاتحاد الأوروبي. جواز السفر، بالإضافة إلى بطاقة الهوية الوطنية الايطالية تسمح لاي مواطن ايطالي حرية التنقل والإقامة في أي دولة من دول الاتحاد الأوروبي والمنطقة الاقتصادية الأوروبية.

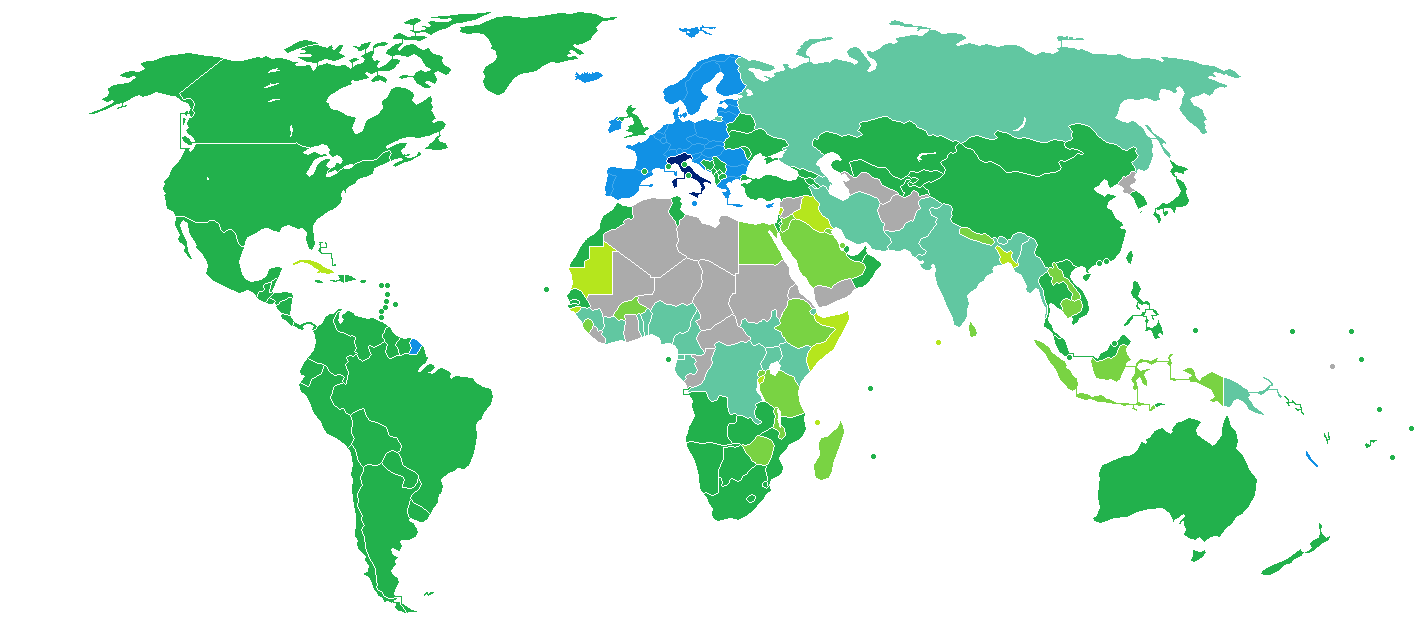
البلدان والأقاليم التي لا تفرض تأشيرة أو تطلب تأشيرة دخول عند الوصول للجهة، لحاملي جوازات السفر الإيطالية العادية.

## روابط خارجية
- الموقع الرسمي للشرطة الإيطالية نسخة محفوظة 15 يوليو 2007 على موقع واي باك مشين.
- موقع إجراء عملية إصدار جواز سفر إيطالي
- فوائد جواز سفر الإيطالي للمواطنين